# 이브이알스튜디오
이브이알스튜디오(영어: EVR STUDIO)는 한국의 디지털 콘텐츠 제작사이다.

## 개요
2016년 1월 설립되었다. 수장은 엔씨소프트를 거쳐 바른손이앤에이 대표이사를 맡았던 윤용기 대표와 엔씨소프트 북미지사 퍼블링싱 프로듀서 출신 김재환 대표다. 창업 멤버로 게임 개발자, 헐리우드 출신의 시각 효과 전문가들이 합류했다.
초기 자금은 설립 직후 알토스벤처스와 케이큐브벤처스(현 카카오벤처스)의 투자금을 활용했다. 최근(2022년 10월 기준)까지 진행된 투자 라운드에서 340억 원의 투자유치를 마쳤다. FI로는 구름인베스트먼트와 엠씨파트너스,인라이트벤처스,가이아벤처파트너스,빌랑스인베스트먼트, 신영증권 등이 참여했다. 전략적 투자자로는 제일기획과 LG전자가 있다. 제일기획은 전략적 투자에 나서며 가장 많은 금액인 172억 5000만원, LG전자는 '미래에셋LG전자신성장투자조합1호'를 통해 30억원을 투자했다. 기사 등을 통해 공개된 자료로 합산하면 누적 투자 유치금액은 약 600억원 으로 추정된다.
초기에는 컴퓨터그래픽(CG) 기술을 기반으로 가상현실(VR) 게임 프로젝트를 개발했다. 2019년는 에픽게임즈로부터 ‘언리얼 데브 그랜트’를 수상했다.
석정현 작가의 웹툰 <무당> IP 계약을 시작으로 2019년 하반기부터 AAA급 콘솔게임을 개발 중이다.

## 역사
| 연도       | 내용                                                              |
| ---------- | ----------------------------------------------------------------- |
| 2016.01    | 회사 설립                                                         |
| 2016.05    | 언리얼서밋 기조연설 <Project M> 공개                              |
| 2016.11    | 알토스벤처스, 카카오벤처스 투자유치                               |
| 2017.02    | <보화각 VR>제작, 간송미술관 전시                                  |
| 2017.09    | <Project M: Daydream> <Project M: Dream> Steam 및 Hypereal출시    |
| 2018.03    | 4DX VR영화 <기억을 만나다> CGV 상영                               |
| 2018.05    | <기억을 만나다> 깐느국제영화제 Marchedude Film 참여               |
| 2019.03    | 에픽게임즈 ‘언리얼 데브크랜트’상 수상                             |
| 2019.09    | 웹툰 <무당> 게임화 계약                                           |
| 2021.03    | <기생충 VR> 제작                                                  |
| 2021.03~05 | 105억 투자유치                                                    |
| 2021.11    | <기생충 VR> '한국 : 입체적 상상’ 전시파리, 홍콩, 모스크바 등 상영 |
| 2021.11    | 에이스토리 SI투자 및 전략적 파트너십                              |
| 2021.12    | 초록뱀미디어 업무협약 체결                                        |
| 2021.12    | 한국문화재재단 <시인의 방> 제작                                   |
| 2022.03    | 에픽게임즈, 에이스토리 3자 업무협약 체결                          |
| 2022.03    | 미래에셋캐피탈 LG전자 30억 투자유치                               |
| 2022.05    | 디스트릭트홀딩스 업무협약 체결                                    |
| 2022.05    | 제일기획 172억원 투자유치                                         |
| 2022.07    | <시인의 방> 베니스 국제 영화제 이머시브 경쟁부문 진출             |
| 2022.11    | 콘솔게임 <Project TH> 티저 영상 공개                              |
| 2022.12    | 시그라프아시아에서 디지털휴먼 ‘페이스젠’ 기술 공개                |

## 사업분야

### <디지털 휴먼>
2021년 12월 골드메달리스트와 함께 한류스타 김수현의 디지털 휴먼 사업을 추진.
시그라프 아시아 2022에 참가해 디지털 휴먼 제작 툴 중 하나인 ‘페이스 젠(Face Gen)’기술을 발표했다.

### <XR콘텐츠>
- 보화각 VR

간송미술관이 소장한 소장품들을 실감나게 볼 수 있는 VR 영상이다.
- 기억을 만나다

4DX VR 영화로 이브이알스튜디오, 바른손이앤에이, CJ, CGV 3사가 합작으로 제작했다. 2018년 CGV에서 2주간 일반인을 대상으로 개봉 후 칸 영화제, 부산국제영화제에서 상영된 바있다. 영화 <친구>의 곽경택 감독이 총괄 프로듀서를 맡았으며, <반지의 제왕: 왕의 귀환>, <황금나침반 (영화)> 등 할리우드에서 기술감독으로 활동한 구범석 감독이 메가폰을 잡았다. 서예지, 김정현, 동현배, 배누리 등이 출연하였다.
- 기생충 VR

<기생충 VR)>은 기생충 (영화)의 원본성과 의미를 해지치 않으면서 초현실적인 시각언어로 풀어 낸 VR 영상이다.
- 시인의 방

문화재청, 한국문화재재단과 함께 우리 문화 유산을 알리고자 만든 VR 영화이다.
시인 윤동주에 대한 이야기를 담았다. 제79회 베니스 국제 영화제 경쟁 부문 공식 초청작이다.
<<제79회 베네치아 국제 영화제 수상 및 후보 리스트 보기>>

### <게임: 프로젝트 TH>
석정현 작가의 웹툰 <무당>을 바탕으로, 현재 개발 중인 액션 어드벤처 장르의 콘솔 게임이다. 디지털 휴먼 제작 기술로 ‘오징어 게임’의 허성태, ‘경이로운 소문'의 이홍내 등 배우들이 게임 캐릭터로 등장한다.,
범죄도시 1편의 강윤성 감독이 시네마틱 디렉터로 참여했다.

### <VFX>
- 외부 링크 참고